# Castell de Sant Guim de la Rabassa
El castell de Sant Guim de la Rabassa és un edifici de Sant Guim de la Rabassa, al municipi de Sant Guim de Freixenet (Segarra) inclòs a l'Inventari del Patrimoni Arquitectònic de Catalunya.

## Descripció
És un edifici situat al costat de l'antic convent jesuïta i està integrat dins del nucli primitiu del poble. Es tracta d'un edifici de planta rectangular i s'estructura a partir de planta baixa, primer i segon pis. L'obra presenta dos tipus de parament. El primer tipus de parament emprat és a partir de carreus rectangulars i quadrats de pedra del país disposats a filades i arriba fins al primer pis.

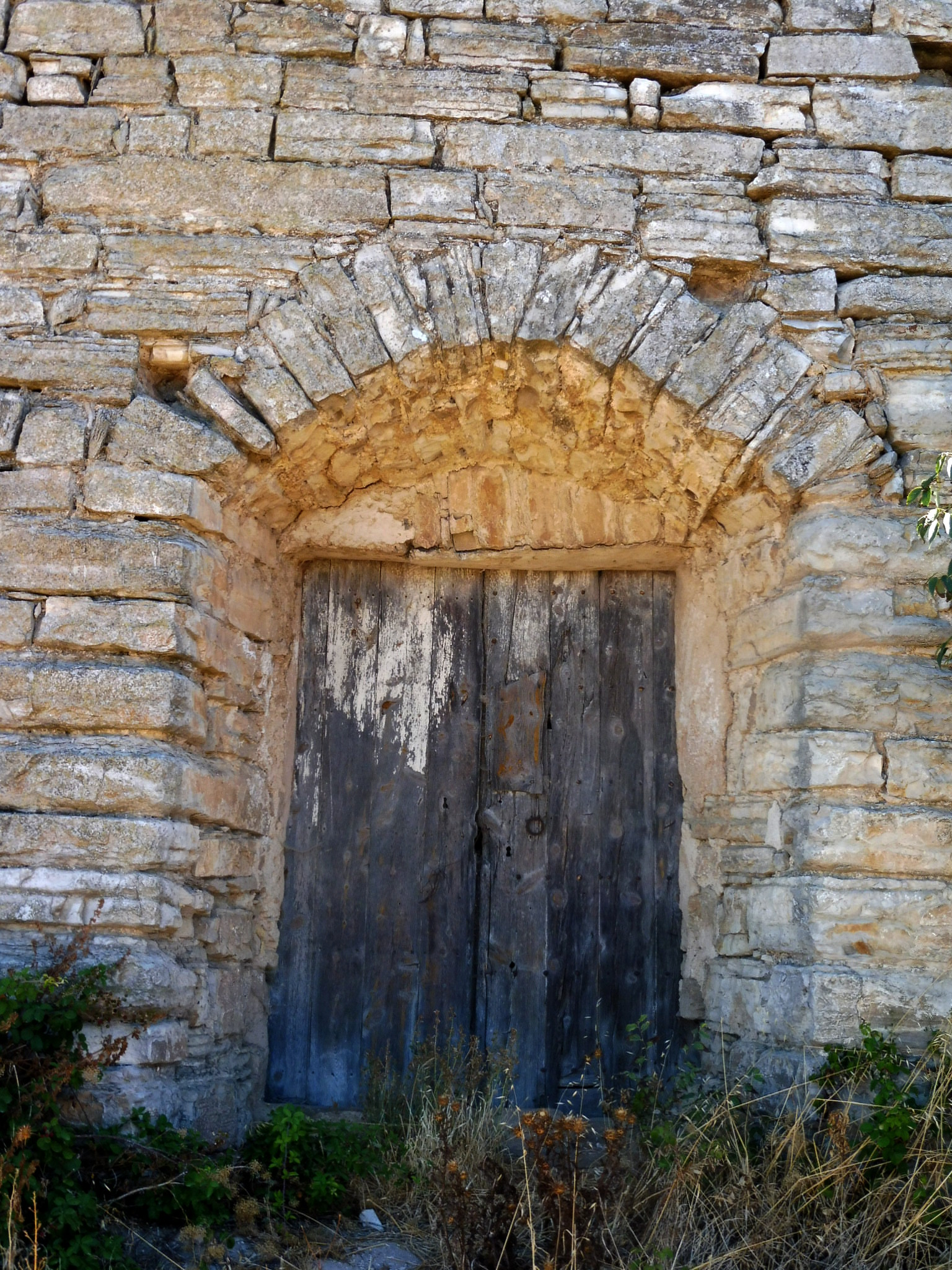
Portal

Remodelacions i ampliacions posteriors que afecten al segon pis es fan presents a partir de l'ús del paredat fins al nivell teulada, actualment desapareguda. Destaquem la decoració d'una de les finestres situada al primer pis de la façana de tramuntana i es tracta duna finestra que recorda estil renaixentista amb brancals i marc superior motllurats. La porta d'accés s'obre al mur de ponent a partir d'un arc rebaixat.

## Història
El poble de Sant Guim de la Rabassa es documenta per primera vegada a mitjan segle xi arran de la reconquesta i repoblació del territori. La primera notícia documental data del 1078 i fa referència a un testament que dona en propietat a Guillem de Mir i als seus dos fills els castells de la Guàrdia, Vilalta, Palamós, Albió i Sant Guim. Disposava també que el castell anomenat "Sancti Guilelmi" fos posat sota la custòdia de Bernat Berenguer. Al segle xiv passà a Guillem Sa Cirera i també als Calders. A principis del segle xx, la seva tinença va recaure en N. Merlès i N. Montserrat. Popularment al poble de Sant Guim de Freixenet també se l'anomena Sant Guim el Vell, arran de la formació del poble dit Sant Guim de l'Estació, a finals del segle xix.